# Rue Marguerite Van de Wiele
Pour les articles homonymes, voir Marguerite et Van de Wiele.
La rue Marguerite Van de Wiele (en néerlandais : Marguerite Van de Wielestraat) est une rue bruxelloise de la commune de Schaerbeek qui va de la chaussée de Helmet à la rue Guido Gezelle.

## Histoire et description
La rue porte le nom d'une écrivaine belge, Marguerite Vande Wiele, née à Ixelles le 1er décembre 1857 et décédée à Bruxelles le 20 avril 1941.
La numérotation des habitations va de 1 à 25 pour le côté impair et de 2 à 30 pour le côté pair.